# Toamfom
Toamfom is een dorp in Ghana; het ligt circa 30 kilometer ten zuidoosten van Kumasi in het district Botsomtwe naast Kuntanase.
De naam is ontleend aan de plaatselijke taal. Toamfom voert terug naar de geschiedenis van plaatselijke leiders en jagers. Het betekent Hij die altijd raakschiet en is terug te leiden op een jager die elke dag wel met een prooi, dus eten, terugkwam voor zijn leider. Het dorp was het middelpunt van de film annex documentaire De belofte, die weergeeft hoe de millenniumdoelstellingen worden beleefd in de dorpen die het betreft.
Conclusie is dat de mensen van goede wil zijn, maar steeds teruggeworpen worden in de alles overheersende armoede, het tekort aan dagelijkse behoeften zoals water, valse beloften en de lokale gebruiken. Geld voor een pomp was er niet en dus waren de bewoners grote delen van hun dag kwijt aan het halen van water uit een nabijgelegen dorp. In 2009 was er ineens wel een waterpomp. Ook de aanvoer van brandstof neemt veel tijd in beslag.